# Bolitoglossa dofleini
Bolitoglossa dofleini é uma espécie de anfíbio caudado pertencente à família Plethodontidae, sub-família Plethodontinae.